# ポートレイク号

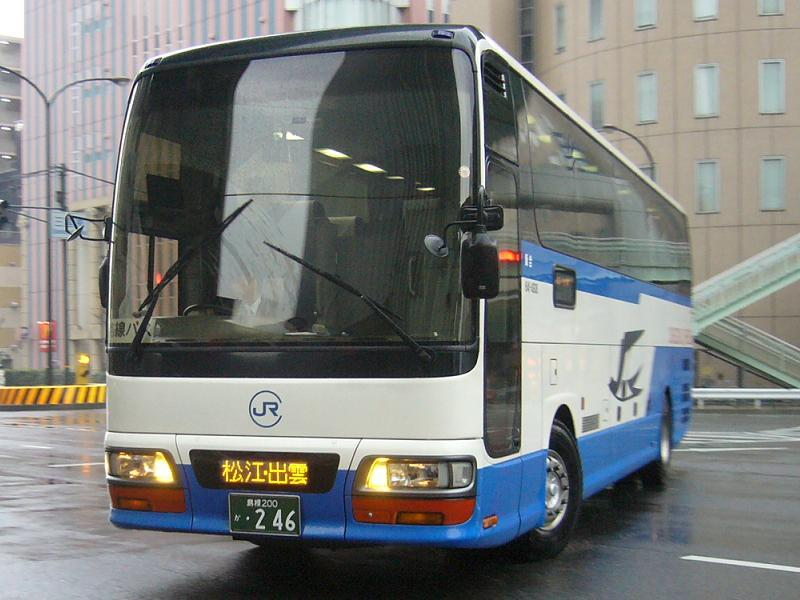
ポートレイク号（JRバス中国）※旧型車両

ポートレイク号（ポートレイクごう）は、兵庫県神戸市と島根県松江市・出雲市を結ぶ高速バス路線である。
全便座席指定制のため、乗車には予約が必要。

## 運行会社
- JRバス中国（島根支店）
  - 朝の出雲市発便・夕方の三宮発便を担当。
  - 全区間1人乗務のワンマン運行。
- 神姫バス（神戸営業所）
  - 朝の三宮発便・夕方の出雲市発便を担当。
  - 神姫バス神戸三宮バスターミナル - 勝央SA間を神戸営業所の乗務員が1人乗務、勝央SA - 出雲市駅間を津山営業所の乗務員が1人乗務で担当する。

## 停車停留所
神姫バス神戸三宮バスターミナル - 松江駅 - 玉造 - 宍道 - 斐川インター - 出雲市駅
- 島根県内のみの乗降は不可。
- JRバス中国運行便は安富PA（加西SA・三木SAの場合もある）・蒜山高原SAで休憩する。
- 神姫バス運行便は勝央SAで休憩・乗務員交代する。

## 運行経路
- 神戸市内 - 阪神高速32号新神戸トンネル - 阪神高速7号北神戸線 - 六甲北道路 - 神戸三田IC - 中国自動車道 - 米子自動車道 - 山陰自動車道 - 松江中央IC - 松江市内 - 松江西IC - 山陰自動車道 - 斐川IC - 出雲市内

## 運行回数
- 1日2往復（昼行便2往復）

## 歴史
- 2001年（平成13年）7月18日 - 中国JRバスによりポートレイク号（神戸 - 出雲間）を運行開始[1]。昼行便1日1往復・夜行便1日1往復の計2往復。
- 2006年（平成18年）11月26日 - ミント神戸がオープン、ビル1階に新設された三宮バスターミナル発着に変更。
- 2007年（平成19年）7月20日 - 1日3往復に増便。
- 2008年（平成20年）7月1日 - 1日4往復に増便。
- 2010年（平成22年）9月1日 - 斐川インターに停車。
- 2012年（平成24年）7月20日 - この日より1往復が神戸空港発着となる。
- 2017年（平成29年）2月27日 - 昼行便が変則1往復（出雲市発：朝1便、三宮発：夕方1便）に減便。神戸空港発着は廃止。また、兵庫県内のルートが、神戸三田IC・新神戸トンネル経由に変更。
- 2019年（平成31年）4月19日 - 神姫バスの参入により、1日3往復になる。 出雲市駅と松江駅は神姫バスと中国ジェイアールバスで停留所が異なっていた。あわせて、三宮バスターミナルから神姫バス神戸三宮バスターミナル発着に変更[2]。
- 2023年（令和5年）
  - 2月1日 - 夜行便は廃止となり昼行便のみの1日2往復に減便。
  - 4月15日 - この日から神姫バス便の出雲市駅・松江駅の停留所がJRバスと同じ駅前バスロータリー内に変更される。

## 運行車両
原則として独立3列シート車（三菱ニューエアロクィーンI（神姫バス）またはいすゞ・ガーラ（中国ジェイアールバス））で運行される。

### 車内設備
- リクライニングシート
- フットレスト
- レッグレスト
- トイレ
- コンセント（神姫バス担当便のみ。JRバス中国担当便にも装備されている場合あり）